# Yakov Iosifovich Dzhugashvili
Yakov Iosifovich Dzhugashvili (tên khai sinh: Iakob Iosebis dze Jughashvili; 31 tháng 3 [lịch cũ 18 tháng 3] năm 1907 - 14 tháng 4 năm 1943) là con trai của Iosif Stalin và người vợ đầu, Kato Svanidze. Stalin, khi đó là một nhà cách mạng mới chừng 20 tuổi, bỏ mặc Dzhugashvili cho gia đình bên ngoại giáo dưỡng. Năm 1921, lúc 14 tuổi, anh được đưa lên Moskva, nơi cha anh đã thành danh trong chính quyền Bolshevik và về sau trở thành lãnh tụ tối cao của Liên Xô. Sống dưới bóng người cha ghẻ lạnh, Dzhugashvili tỏ ra là một đứa trẻ rụt rè, ít nói, hiếm khi tươi cười và từng định tự vẫn nhiều lần khi còn nhỏ. Trải qua hai cuộc hôn nhân liên tiếp, anh có tổng cộng ba đứa con, hai trong số đó lớn đến tuổi trưởng thành.
Dzhugashvili học tập theo đuổi ngành kỹ sư, nhưng về sau đăng ký khóa huấn luyện sĩ quan pháo binh theo lời khuyên của cha. Anh hoàn thành khóa luận vài tuần trước khi Đức Quốc Xã xâm lược Liên Xô vào năm 1941. Được cử ra tiền tuyến, anh rơi vào tay quân Đức tại trận Smolensk. Cha anh cương quyết không trao đổi anh với Thống chế Đức Friedrich Paulus. Anh chết tại trại tập trung Sachsenhausen vào năm 1943.

## Thiếu thời

### Gruzia
Dzhugashvili chào đời 31 tháng 3 [lịch cũ 18 tháng 3] năm 1907 tại Baji, một ngôi làng thuộc Tỉnh Kutais của Đế quốc Nga (nay thuộc Gruzia). Mẹ của ông, Kato Svanidze, đến từ Racha và là hậu duệ của giới quý tộc Gruzia. Cha của ông, Ioseb Dzhugashvili, đến từ Gori và là một nhà cách mạng Bolshevik. Vài tháng sau khi Dzhugahshvili chào đời, cha anh ta đã tham gia vụ cướp ngân hàng Tiflis, và ba người họ đã trốn đến Baku để tránh bị bắt. Họ thuê một "ngôi nhà Tartar có trần thấp trên Bán đảo Bailov" ngay bên ngoài thành phố ngay trên biển. Họ trở lại Tiflis vào tháng 10 năm đó vì Svanidze khá yếu. Bà đã qua đời vào ngày 5 tháng 12 [lịch cũ 22 tháng 11] năm 1907, có khả năng do bị mắc bệnh sốt phát ban trong chuyến đi trở lại.   Ioseb rời Tiflis ngay sau khi vợ qua đời, bỏ lại Iakob mới 8 tháng tuổi để cho người thân của Svanidze nuôi nấng. Ioseb, người sau này đã nhận tên Joseph Stalin, đã không trở về thăm con trai trong vài năm và trong suốt 14 năm đó, Iakob được các dì của mình nuôi dưỡng.

### Moskva
Năm 1921, Dzhugashvili được đưa đến Moskva để sống cùng với cha và hai người em cùng cha khác mẹ, Svetlana và Vasily. Điều này tỏ ra khó khăn với Dzhugashvili khi ông không hiểu tiếng Nga và cha ông xung khắc với ông, thậm chí cấm Dzhugashvili dùng họ "Stalin". Không rõ tại sao Stalin có thái độ xúng khắc với con trai mình, nhưng người ta tin rằng ông đã gợi lại cho Stalin về người mẹ của mình, Svanidze, đó là một trong những thời kỳ hạnh phúc hơn trong cuộc đời của Stalin. Sống trong các căn hộ của Stalin tại Cung điện Giải trí ở Điện Kremli, nhưng Dzhugashvili phải ngủ trong phòng ăn. Là một người tốt bụng, Dzhughashvili gần gũi hơn với những người em cùng cha khác mẹ, cũng như mẹ kế Nadezhda Alliluyeva, người chỉ hơn ông 6 tuổi.
Mặc dù Dzhugashvili muốn theo học tại một trường đại học, Stalin ban đầu đã không cho phép và mãi đến năm 1930 khi ông 23 tuổi, Dzhugashvili mới nhận được sự đồng ý. Ông tốt nghiệp Học viện Giao thông vào năm 1935, và trong vài năm tiếp theo làm kỹ sư vệ sinh ống khói tại một nhà máy điện được đặt theo tên của cha ông. Năm 1937, ông vào Học viện Pháo binh, và tốt nghiệp tại đó vào ngày 9 tháng 5 năm 1941.

## Hôn nhân và gia đình
Mối quan hệ nghiêm túc đầu tiên của Dzhugashvili là với Zoya Gunina, con gái của một linh mục Chính thống giáo và là bạn học cũ của ông. Năm 1928, Dzhugahsvili cho biết rằng ông muốn kết hôn với Zoya, lúc đó mới 16 tuổi. Stalin tức giận với ý định này và đáp lại, Dzhugashvili đã tự bắn vào ngực mình và suýt mất mạng. Trong khi Alliluyeva và Svetlana ủng hộ Dzhugashvili, Stalin được cho là đã gạt bỏ nỗ lực này bằng cách nói rằng "Nó thậm chí còn không thể bắn trúng". Dzhugashvili đã phải nằm bệnh viện để hồi phục sau sự việc này, và dù vậy, cuối cùng cặp đôi đã kết hôn và chuyển đến Leningrad. Một bé gái đã chào đời vào ngày 7 tháng 2 năm 1929, nhưng đã chết 8 tháng sau đó vì viêm phổi. Dzhugahsvili và Gunina sau đó đã chia tay, dù họ không chính thức ly hôn.
Sau khi trở về Moskva, Dzhugashvili đã được đồn là sẽ kết hôn với Ketevan Orakhelashvili, con gái của Mamia Orakhelashvili, Bí thư thứ nhất của Cộng hòa Xã hội chủ nghĩa Xô viết Liên bang Ngoại Kavkaz. Mối quan hệ được đồn đãi chấm dứt khi Ketevan Orakhelashvili kết hôn với Evgeni Mikeladze, một nhạc trưởng dàn nhạc nổi tiếng, và Dzhugashvili bị Stalin chế giễu rất nhiều. Bạn gái tiếp theo của ông là Olga Golysheva, cũng là một sinh viên tại Trường Hàng không Moskva. Họ đã đính hôn nhưng ngay sau đó lại chia tay và Golysheva trở về nhà của mình ở Stalingrad Oblast. Một bé trai, Yevgeny, được Golysheva sinh vào ngày 10 tháng 1 năm 1936, sau khi rở về nhà. Dzugashvili chỉ biết về con trai mình vào năm 1938 và đã cho cậu bé lấy họ của mình, mặc dù Stalin không bao giờ công nhận Yevgeny là cháu nội.
Dzhugashvili kết hôn với Yulia Meltzer, một vũ công người Do Thái nổi tiếng đến từ thành phố Odessa. Sau khi gặp Meltzer tại một buổi tiếp tân trong một nhà hàng, Dzhugashvili đã đánh nhau với người chồng thứ hai của bà, một sĩ quan NKVD tên là Nikolai Bessarab, phụ tá của Stanislav Redens, người đứng đầu NKVD Moskva Oblast và là anh rể của Stalin. Nhà sử học Miklós Kun cho rằng Meltzer bị ép buộc phải kết hôn với Dzhugashvili, mặc dù điều này không thực tế lắm do sự xung khắc giữa Stalin và Dzhugashvili. Hai người sau đó chuyển đến ở cùng một căn hộ, dù chỉ kết hôn hợp pháp vào ngày 18 tháng 2 năm 1938, một ngày trước khi đứa con duy nhất của họ, con gái Galina chào đời.

## Thế chiến thứ hai

### Bị bắt
Vào ngày 22 tháng 6 năm 1941, Đức Quốc Xã và các đồng minh đã phát động Chiến dịch Barbarossa xâm lược của Liên Xô. Stalin đã điều động cả Dzughashvili và Artyom Sergeyev, con trai nuôi và cũng là một sĩ quan pháo binh, ra tiền tuyến. Với tư cách là một Thượng úy chỉ huy khẩu đội pháo cối thuộc Trung đoàn pháo cối 14, thuộc Sư đoàn xe tăng 14 gần Vitebsk, Dzhugashvili đã bị bắt vào ngày 16 tháng 7 trong Trận Smolensk. Trường hợp bị bắt của ông hiện vẫn đang bị tranh cãi: Theo lời kể của Sergeev, "quân Đức đã bao vây khẩu đội của Yakov. Lệnh rút đã được ban ra. Nhưng Yakov đã không tuân lệnh. Tôi đã cố gắng thuyết phục anh ấy [...] nhưng Yakov trả lời: 'Tôi là con trai của Stalin và tôi không cho phép khẩu đội rút lui." Các nguồn khác của Đức, bao gồm từ các tù nhân Liên Xô bị thẩm vấn, tuyên bố rằng họ sẵn sàng từ bỏ Dzhugashvili vì họ ghét hệ thống của Liên Xô. Tài liệu lưu trữ của Nga lại cho thấy ông sẵn sàng đầu hàng.
Quân Đức tuyên bố đã bắt giữ Dzughashvili vào ngày 19 tháng 7. Stalin phản ứng tiêu cực với tin này: trước đây ông đã ra lệnh rằng không có người lính nào được đầu hàng, vì vậy ý nghĩ rằng chính con trai ông đã làm như vậy được coi là một sự ô nhục. Stalin đã tức giận vì Dzughashvili đã để cho bị bắt thay vì tự sát và nghi ngờ rằng con trai đã phản bội. Meltzer không được báo tin ngay, và do nghi ngờ về động cơ của bà và ý nghĩ rằng Dzhugashvili đã đầu hàng, Stalin đã cho bắt giam bà. Vì Meltzer bị bắt giam, em gái của Dzughashvili, Svetlana, phải chăm sóc cho cháu Galina.

### Tù nhân chiến tranh
Trong nỗ lực che giấu danh tính của mình, Dzhugashvili rõ ràng đã bỏ phù hiệu sĩ quan và cố gắng tỏ ra như một người lính bình thường. Mặc dù vậy, ông vẫn sớm bị nhận dạng và được trao cho Abwehr để thẩm vấn. Trong cuộc thẩm vấn, Dzughashvili chỉ trích công khai sư đoàn của ông và các đơn vị khác của Hồng quân, nói rằng họ không chuẩn bị cho cuộc chiến, và nhận xét thêm rằng các chỉ huy quân sự đã hành xử kém. Ông cho rằng nước Anh yếu ớt và "không bao giờ giúp đỡ ai", trong khi ca ngợi Đức, lưu ý rằng đó là đế chế lớn duy nhất còn lại và "toàn bộ châu Âu sẽ không là gì" nếu không có nó. Mặc dù vợ và gia đình bên vợ là người Do Thái, Dzughashvili cũng công khai chống Do Thái, tuyên bố người Do Thái "buôn bán, hoặc khao khát sự nghiệp trong ngành kỹ thuật, nhưng họ không muốn trở thành công nhân, kỹ thuật viên hoặc lao động nông dân. Đó là lý do tại sao không ai ở nước ta tôn trọng người Do Thái."

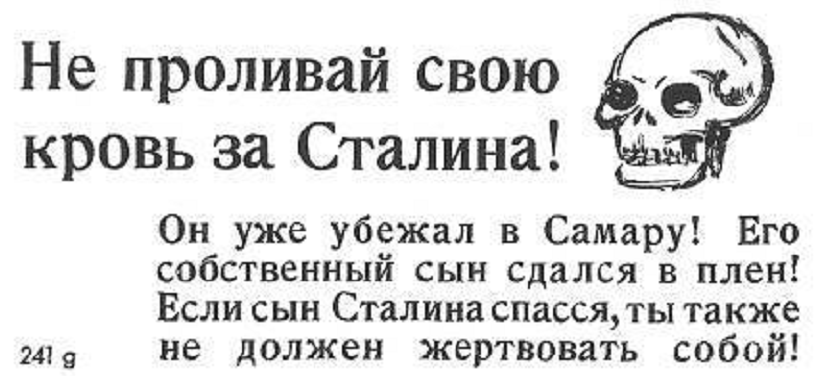
Truyền đơn của Đức 1941. "Đừng đổ máu vì Stalin! Ông ta đã chạy trốn đến Samara! Con trai riêng của ông ta đã đầu hàng! Nếu con trai của Stalin đã tự cứu mình, thì bạn cũng không bắt buộc phải hy sinh bản thân mình!"

Người Đức có ý định sử dụng Dzhugashvili trong tuyên truyền chống lại Liên Xô. Ông được chụp ảnh in trên các truyền đơn rài bên phía Liên Xô, với hình ảnh mỉm cười với lính Đức. Mặt sau của tờ rơi là một phần của bức thư ông viết cho Stalin ngay sau khi bị bắt: "Thưa cha! Con đã bị bắt làm tù binh. Con rất khỏe. Con sẽ sớm được gửi đến một trại cho các sĩ quan ở Đức. Con đang được đối xử tốt. Con chúc bạn cha khỏe! Chúc mừng tất cả mọi người. Yasha." Liên Xô lập tức đáp trả: Krasnaya Zvezda ("Sao đỏ"), tờ báo chính thức của Hồng quân, tuyên bố vào ngày 15 tháng 8 năm 1941 rằng Dzhugashvili sẽ được trao tặng Huân chương Cờ đỏ vì những hành động của ông trong Trận Smolensk. Sau đó, ông đã được chuyển đến một biệt thự được bảo vệ ở Berlin, nơi Joseph Goebbels, Bộ trưởng Bộ Tuyên truyền Đức Quốc xã, hy vọng sẽ sử dụng ông trong các chương trình phát thanh tiếng Nga. Khi điều đó không thành hiện thực, Dzhugashvili đã được chuyển đến trại tập trung Sachsenhausen.
Ở nơi giam giữ mới, Dzhugashvili thường xuyên bị quấy rầy bởi những vị khách muốn gặp và chụp ảnh con trai của Stalin. Ông cũng thường xuyên cãi nhau với các tù nhân người Anh, thậm chí đánh nhau với họ. Sau khi Thống chế Friedrich Paulus đầu hàng và bị bắt làm tù binh tại Trận Stalingrad vào tháng 2 năm 1943, người Đức đã đề nghị với phía Liên Xô là sẽ trao đổi Dzhugashvili với ông ta. Điều này đã bị Stalin từ chối với tuyên bố "Hãy nghĩ xem có bao nhiêu người con trai Liên Xô đã bị giam cầm trong các trại tập trung! Ai sẽ trao đổi họ với Paulus? Họ có tệ hơn Yakov không?" Theo Nikolay Tolstoy, cũng có một đề nghị khác, với Hitler muốn trao đổi Dzhugashvili cho cháu trai của Raler, Leo Raubal; nhưng điều này cũng không được chấp nhận.

### Cái chết

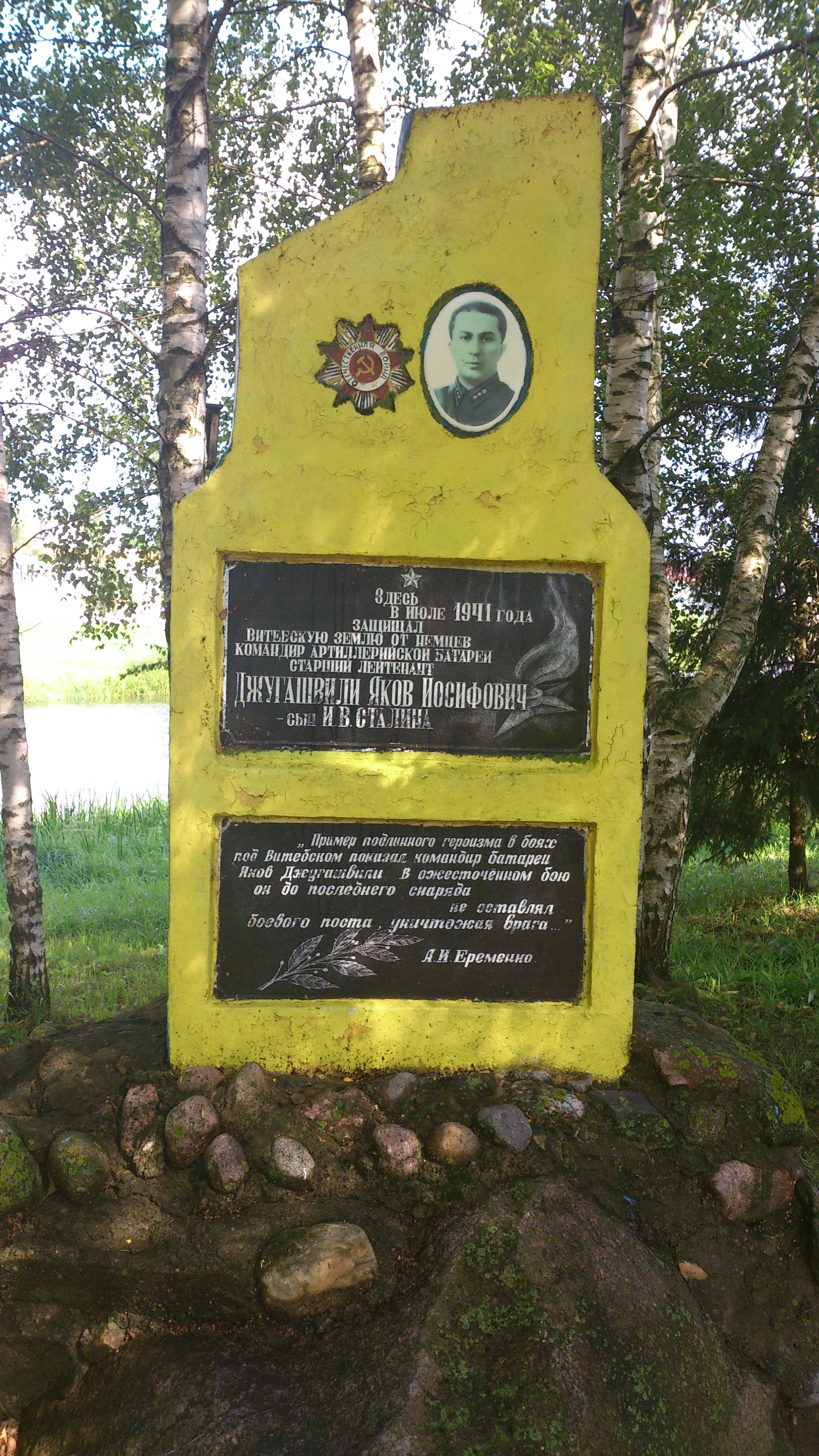
Đài tưởng niệm gần Vitebsk ghi nhận nơi Dzhugashvili đã chiến đấu và bị bắt

Ngày 14 tháng 4 năm 1943, Dzhugashvili được xác nhận là đã tử vong tại trại Sachsenhausen. Ban đầu, các chi tiết về cái chết của anh bị tranh cãi: có một tài liệu ghi rằng anh đã chạy vào hàng rào điện và bị giật chết. Tuy nhiên, cũng có tài liệu cho rằng anh đã bị quản trại bắn chết; Kun suy đoán rằng "nhiều khả năng anh đã tự tử: anh ấy đã có xu hướng tự tử từ khi còn trẻ".
Khi hay tin về cái chết của Dzhugashvili, Stalin đã nhìn chằm chằm vào bức ảnh chụp con trai; về sau mềm mỏng giãi bày rằng, Dzhugashvili là "một người đàn ông thực thụ, một anh hùng" và rằng "số phận đã đối xử bất công với nó." Meltzer được phóng thích vào năm 1946 và gặp lại con gái Galina, mặc dù những năm xa cách đã khiến Galina hững hờ với mẹ nó. Năm 1977, Dzhugashvili được trao tặng Huân chương Chiến tranh Ái quốc hạng Nhất, mặc dù việc này diễn ra trong bí mật và gia đình anh không được phép giữ huân chương.
Sau chiến tranh, các sĩ quan người Anh chịu trách nhiệm thu thập các tài liệu lưu trữ của Đức đã tìm thấy ghi chép chi tiết về cái chết của Dzhugashvili tại Sachsenhausen. Hồ sơ chỉ ra rằng anh đã bị bắn vì chạy ra hàng rào điện sau một cuộc cãi vã với các tù binh người Anh; khám nghiệm tử thi cho thấy anh chết vì bị điện giật trước khi bị bắn. Bộ Ngoại giao Anh từng định gửi các tài liệu này cho Stalin tại Hội nghị Potsdam như một nghĩa cử chia buồn. Điều này rốt cuộc không được thực hiện vì cả phía Anh và Mỹ đều chưa thông báo cho Liên Xô rằng họ đã lấy được các tài liệu lưu trữ quan trọng của Đức, và việc chia sẻ những giấy tờ đó với Stalin sẽ khiến Liên Xô truy hỏi nguồn gốc của chúng.

### Trích dẫn
1. ↑  Zenkovich 2005
2. 1 2 3 4 5 6 7  Kotkin 2014
3. 1 2 3 4 5 6  Montefiore 2007
4. 1 2 3 4 5 6 7 8 9 10 11 12 13 14 15 16 17 18  Kun 2003
5. 1 2  Radzinsky 1997
6. ↑  Allilueva 1967
7. 1 2 3 4 5  Kotkin 2017
8. 1 2 3 4 5  Montefiore 2003
9. ↑  Paterson 2013
10. ↑  Tolstoy 1978, tr. 296.
11. 1 2  Montefiore 2003, tr. 455.
12. ↑  Eckert 2012, tr. 47–48.